# إيفيتشا إيفوشيتش
إيفيتشا إيفوشيتش (مواليد 1 فبراير 1995) هو لاعب كرة قدم كرواتي يلعب في مركز حارس المرمى في نادي أوسييك.

## وصلات خارجية
- إيفيتشا إيفوشيتش على موقع الاتحاد الأوربي (الإنجليزية)
- إيفيتشا إيفوشيتش على موقع اتحاد كرواتيا (الكرواتية)
- إيفيتشا إيفوشيتش على موقع قاعدة بيانات كرة القدم.إي يو (الإنجليزية)
- إيفيتشا إيفوشيتش على موقع ناشيونال فوتبول تيمز (الإنجليزية)
- إيفيتشا إيفوشيتش على موقع Soccerway.com (الإنجليزية)
- إيفيتشا إيفوشيتش على موقع عالم كرة القدم.نت (الإنجليزية)